# Benimuslem
Benimuslem ist eine Gemeinde (Municipio) mit 665 Einwohnern (Stand: 2024) in der spanischen Provinz Valencia. Sie befindet sich in der Comarca Ribera Alta.

## Geografie
Benimuslem liegt etwa 35 Kilometer südsüdwestlich von Valencia in einer Höhe von ca. 45 m. Der Río Júcar (valencianisch: Xúquer) begrenzt die Gemeinde im Süden.

## Demografie
| 1900 | 1930 | 1950 | 1970 | 1981 | 1991 | 2001 | 2011 | 2021 |
| ---- | ---- | ---- | ---- | ---- | ---- | ---- | ---- | ---- |
| 398  | 462  | 621  | 604  | 562  | 569  | 552  | 683  | 653  |

## Sehenswürdigkeiten

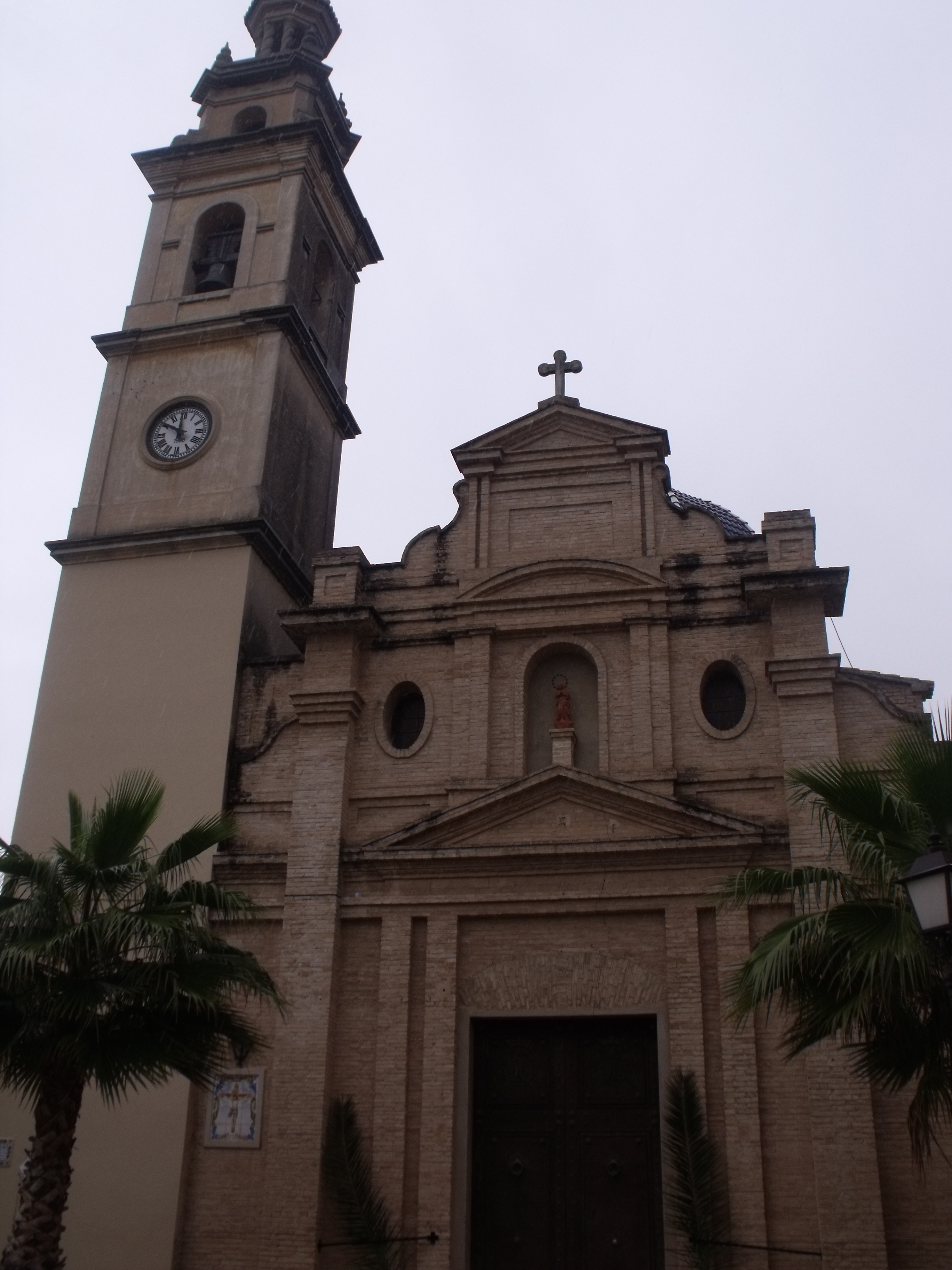
Kirche der Unbefleckten Empfängnis
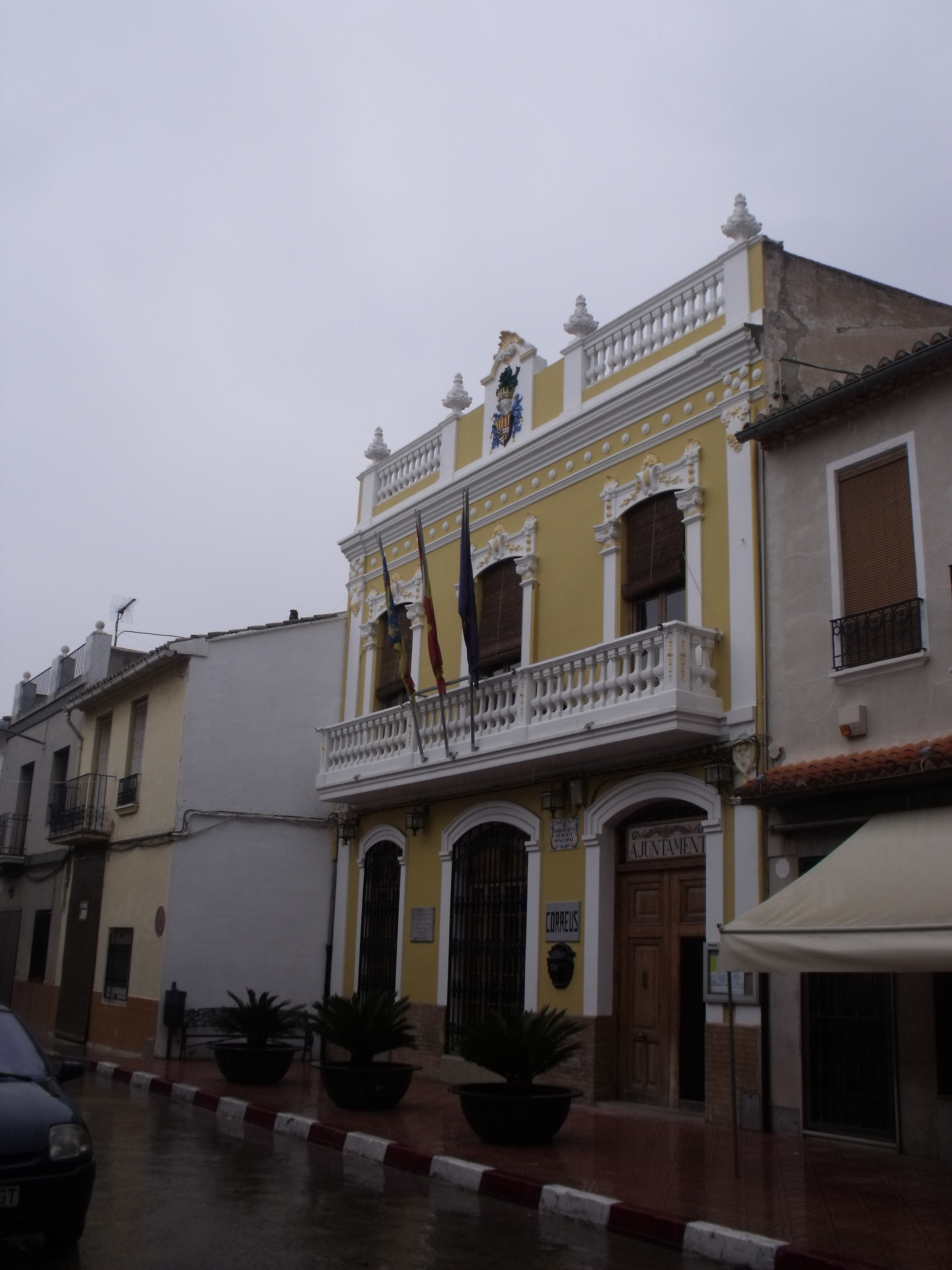
Rathaus

- Kirche der Unbefleckten Empfängnis
- Rathaus